# 생명과학
생명과학(生命科學, 영어: biological science 또는 life science)은 생명 및 생물체(예: 미생물, 식물, 인간을 포함한 동물 등)에 대한 과학의 연구 분야들로 구성되어 있다.
생명과학은 자연과학의 양대 분야 중 하나로 살아있는 생명에 대해 연구하며, 다른 분야는 살아있지 않은 것들에 대해 연구하는 물상과학이다.
정의에 따르면 생명과학은 생명 현상과 생물체에 대해 연구하는 자연 및 응용과학이며, 탐구 대상과 범위에 따라 생명과학의 하위 분야로 나뉜다.
일부 생명과학의 하위 분야는 특정 생물체에 초점을 맞춘다. 예를 들어, 동물학은 동물에 대해 연구하는 학문이며, 식물학은 식물에 대해 연구하는 학문이다. 다른 생명과학의 하위 분야는 해부학과 유전학과 같이 모든 생물체의 공통적인 측면에 초점을 맞춘다. 일부 분야들은 보다 더 큰 규모(예: 세포생물학, 면역학, 동물행동학, 생태학 등)에 초점을 맞추고, 다른 분야들은 보다 미세한 규모(예: 분자생물학, 생화학)에 초점을 맞춘다. 생명과학의 또 다른 주요 분야는 정신에 대해 연구하는 신경과학이 있다.
생명과학에서의 발견들은 삶의 질과 수준을 향상시키는데 도움을 주며, 건강, 농업, 의학, 제약 및 식품 산업에도 응용이 가능하다.

## 생명과학의 기초 연구 분야
생명과학의 복잡성과 폭 넓은 범위에도 불구하고, 모든 연구와 조사를 관장하고, 단일의 일관된 영역으로 통합하는 일반적이고 통일된 개념들이 있다. 다음은 생명과학의 주요 연구 분야들이다.
- 해부학 – 식물, 동물, 특히 인간의 형태와 기능에 대해 연구하는 학문
- 우주생물학 – 우주에서 생명체의 형성과 존재에 대해 연구하는 학
- 생화학 – 생명체가 존재하고 기능하기 위해 필요한 화학 반응에 대해 연구하는 학문이며, 대개 세포 수준에서 초점을 맞춘다.
- 생물정보학 – 유용한 생물학적 지식을 생성하기 위해 데이터를 저장, 검색, 정리, 분석하는 방법이나 소프트웨어 도구의 개발에 대해 연구하는 학문
- 생물언어학 – 생물학과 언어의 진화에 대해 연구하는 학문
- 형질인류학 – 인간, 인간이 아닌 영장류, 유인원에 대해 연구하는 학문
- 생물역학 – 생물체의 역학에 대해 연구하는 학문
- 생물리학 – 전통적으로 물리 과학에서 사용된 이론과 방법을 적용하여 생물학적 과정을 연구하는 학문
- 식물학 – 식물에 대해 연구하는 학문
- 세포생물학 – 생명체의 기본 단위인 세포 및 살아있는 세포 내에서 일어나는 분자 및 화학적 상호작용에 대해 연구하는 학문
- 발생생물학 – 접합자에서 완전한 구조로 생명체가 형성되는 과정에 대해 연구하는 학문
- 생태학 – 생물과 다른 생물과의 상호작용 및 생물과 환경과의 상호작용에 대해 연구하는 학문
- 동물행동학 – 동물의 행동에 대해서 연구하는 학문
- 진화생물학 – 시간에 따른 종의 기원과 종들 간의 유연관계에 대해 연구하는 학문
- 진화발생생물학 – 분자 조절을 포함한 발생의 진화에 대해 연구하는 학문
- 유전학 – 유전자와 유전 현상에 대해 연구하는 학문
- 조직학 – 조직에 대해 연구하는 학문
- 면역학 – 면역계에 대해 연구하는 학문
- 미생물학 – 미생물 및 미생물과 다른 생물과의 상호작용에 대해 연구하는 학문
- 분자생물학 – 분자 수준에서 생물학 및 생물학적 기능에 대해 연구하는 학문. 일부 분야는 생화학, 유전학, 미생물학과 중첩된다.
- 신경과학 – 신경계에 대해 연구하는 학문
- 약리학 – 약물의 작용에 대해 연구하는 학문
- 생리학 – 생명체의 기능 및 기관, 부분에 대해 연구하는 학문
- 집단생물학 – 같은 종의 생물 집단에 대해 연구하는 학문
- 양자생물학 – 생명체에서 양자 현상에 대해 연구하는 학문
- 구조생물학 – 생체 고분자의 분자 구조와 관련된 분자생물학, 생화학 및 생물리학의 한 연구 분야
- 합성생물학 – 효소, 유전자 회로, 세포 등의 새로운 생물학적 실체의 설계 및 구축, 또는 기존의 생물학적 시스템의 재설계에 대해 연구하는 학문
- 시스템 생물학 – 생물학적 시스템 내의 다양한 요소들의 통합과 의존성에 대해 연구하는 학문으로 특히, 대사 경로 및 세포 신호전달의 역할에 초점을 맞춘다.
- 수리생물학 – 생물학적 현상을 설명하기 위해 추상화와 수학적 모델을 사용하는 생명과학의 한 연구 분야
- 독물학 – 화학 물질이 생명체에 미치는 영향에 대해서 연구하는 학문
- 동물학 – 분류, 생리, 발생, 행동을 포함해서 동물에 대해서 연구하는 학문
- 당생물학 - 생화학과 분자생물학을 기반으로 하여 당사슬의 구조, 생합성, 생물학적 기능에 대해 연구하는 학문
- 식물학 - 식물학(植物學)은 생물학의 한 갈래로서 식물을 대상으로 생명 현상을 연구하는 학문

## 생명과학의 응용 연구 분야 및 파생된 개념들

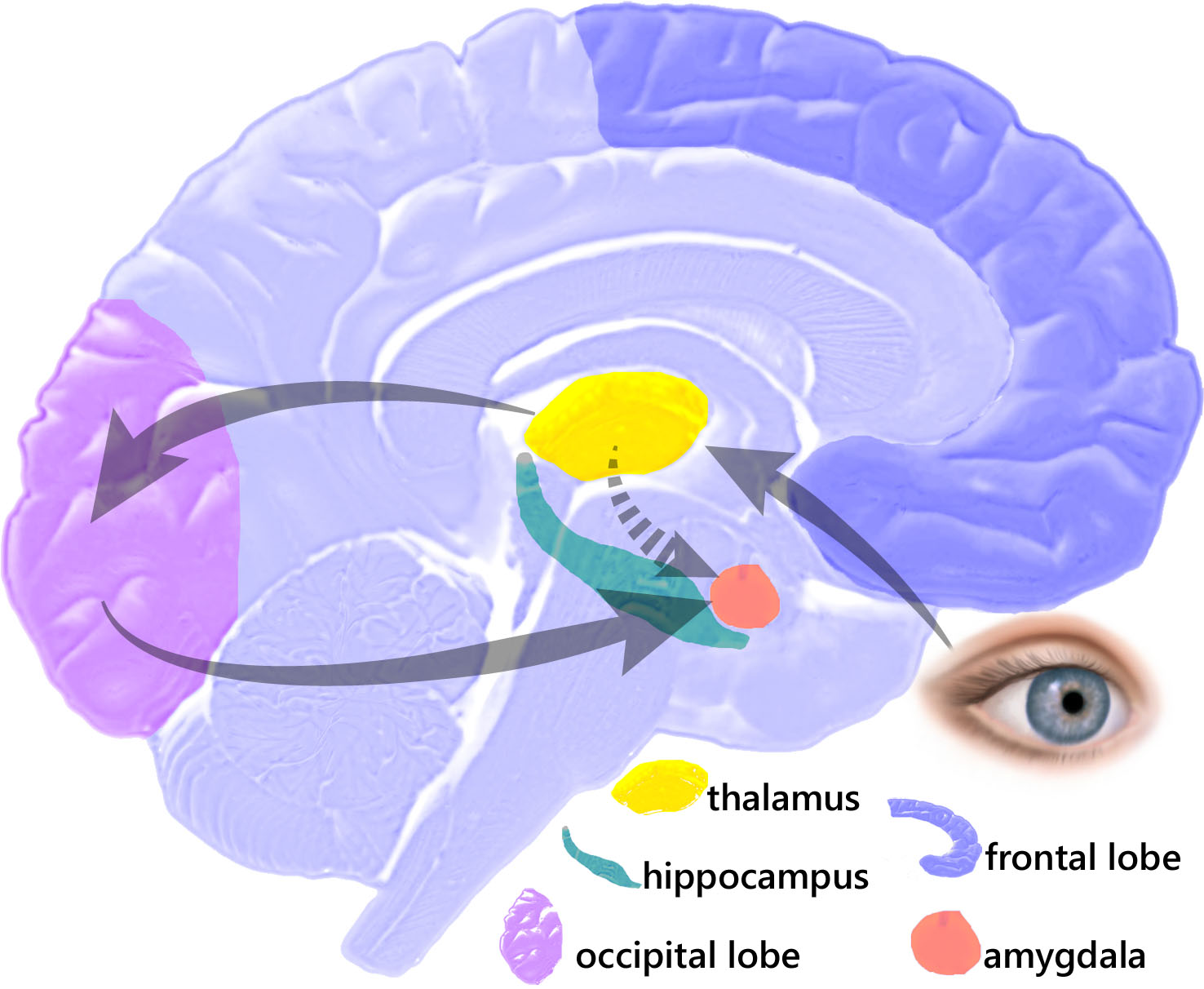
시각 자극에서 유래한 공포를 편도체 납치로 처리하는 과정을 보여주는 그림

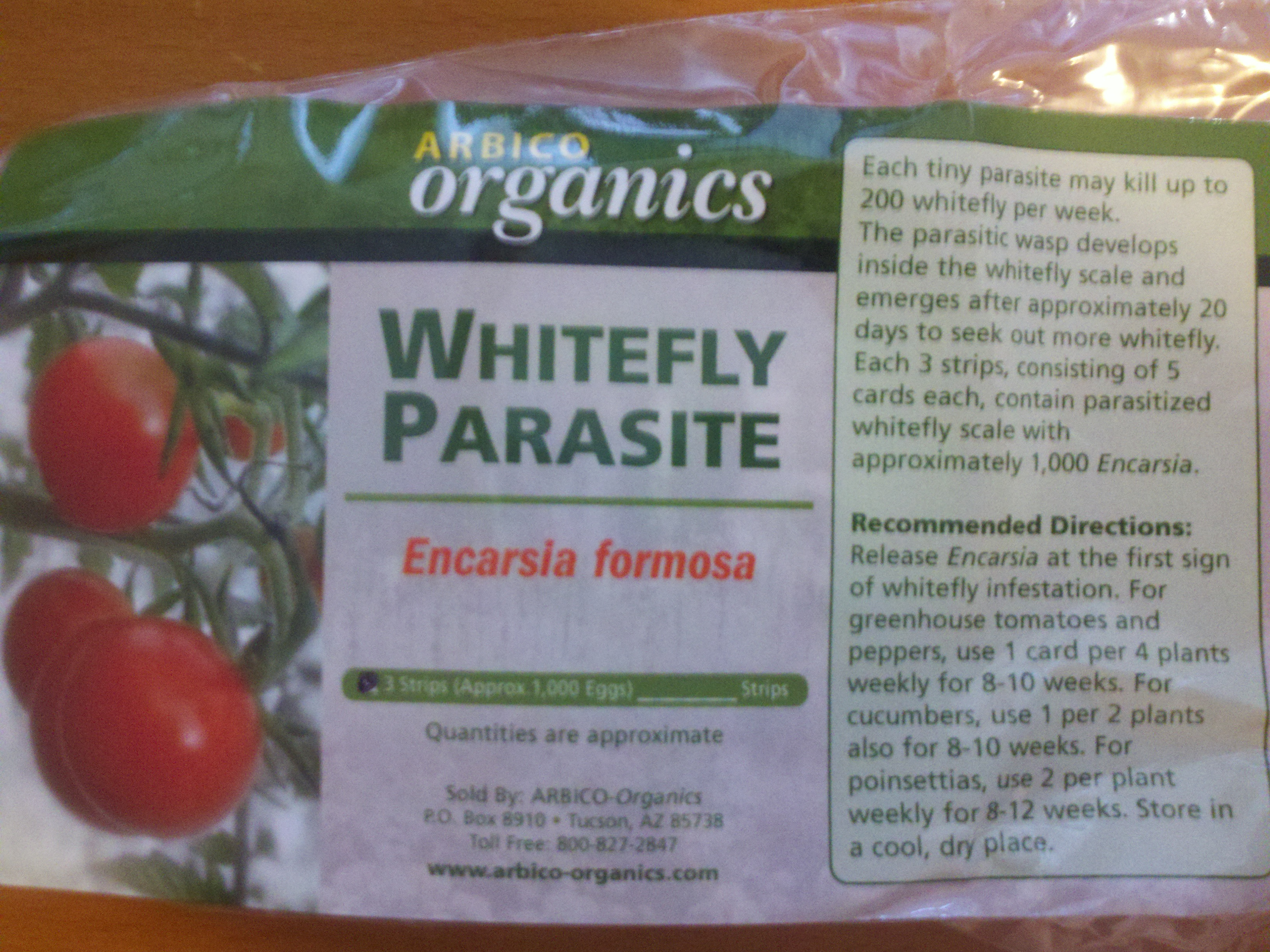
Encarsia formosa는 최초로 개발된 생물학적 방제제 중 하나이다.

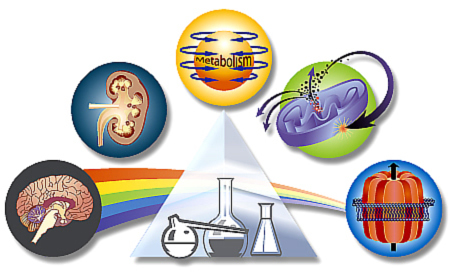
신경약리학, 신장약리학, 사람의 물질대사, 세포 내 물질대사, 세포 내 조절등을 포함하여 약리학과 관련된 다양한 주제들

- 생명공학기술 – 유전자 변형 및 합성생물학을 포함한 생명체의 조작에 대해 연구하는 분야
- 바이오컴퓨터 – 바이오컴퓨터는 DNA와 단백질과 같은 생물학적으로 유도된 분자의 시스템을 사용하여 데이터의 저장, 검색, 처리를 포함하는 컴퓨터 계산 과정을 수행한다. 바이오컴퓨터의 개발은 나노생명공학기술이라는 새로운 과학이 확장되면서 가능해졌다.
- 생물적 방제 – 다른 살아있는 생물을 이용하여 해충(곤충, 진드기, 잡초, 식물 질병을 포함)을 구제하는 방법에 대해 연구하는 분야[1]
- 생물공학 – 응용 지식에 중점을 둔 특히, 생명공학에 관련된 공학적 수단을 통해 생명과학을 연구하는 분야
- 바이오일렉트로닉스 – 생체 물질의 전기적 상태는 막전위, 뉴런에 의한 신호 전달, 등전점 등 생명체의 구조와 기능에 많은 영향을 미친다. 마이크로 및 나노 전자 부품과 장치는 의학용 임플란트, 바이오센서, 랩온어칩 등과 같은 생물학적 시스템과 점차적으로 결합되어 새로운 과학 분야의 출현을 가져왔다.[2]
- 생물소재 – 생물학적 시스템과 상호작용하는 물질, 표면, 구조를 말한다. 생물소재에 대한 연구는 생물소재과학이라고 불린다. 생물소재는 많은 회사들이 신제품 개발에 많은 돈을 투자하면서 개발 역사에 걸쳐 꾸준하고 강력한 성장을 이루어왔다. 생물소재과학은 의학, 생물학, 화학, 조직공학 및 재료과학의 요소들을 포함한다.
- 생의과학 – 자연과학 또는 형식과학의 일부 또는 두 가지 모두를 적용하는 일련의 응용과학으로 의료 또는 공중 보건에서 지식, 기술을 개발한다.[3] 의학미생물학, 임상바이러스학, 임상역학, 유전역학, 의공학과 같은 분야는 의학이다. 그러나 병리학적 과정에서 작동하는 생리학적 메커니즘을 설명하는 병태생리학은 기초과학으로 간주될 수 있다.
- 생물감시 – 생물학적 물질에서 독성 화학 물질, 원소, 그 대사물질의 신체 부담을 측정한다.[4][5][6] 종종 이러한 측정은 혈액과 소변에서 이루어진다.[7]
- 생체고분자 – 생물에 의해 생성되는 중합체로 다시 말하면 이들은 중합체인 생체분자이다. 중합체이기 때문에 생체고분자는 큰 구조를 형성하기 위해 공유결합된 단량체 단위를 포함하고 있다. 사용되는 단량체 단위와 생체고분자의 구조에 따라 세 가지 주요 생체고분자로 분류된다. 13개 이상의 뉴클레오타이드 단량체로 구성된 긴 중합체인 폴리뉴클레오타이드(RNA 및 DNA), 아미노산의 중합체인 폴리펩타이드, 단당류의 중합체인 폴리사카라이드(다당류)로 분류된다.[8][9][10][11]
- 공중위생  – 환경역학, 독물학과 관련된 여러 분야
- 발효공학 – 비타민, 아미노산, 항생제, 맥주, 포도주 등 다양한 제품의 산업적인 생산을 위해 미생물의 사용에 대해 연구하는 학문
- 식품과학 – 식품에 대해 연구하는 응용과학. 식품과학자의 활동으로는 새로운 식품의 개발, 이러한 식품을 생산하고 보존하는 과정의 설계, 포장 재료의 선택, 유통기한의 연구, 인체에 대한 식품의 영향 연구, 패널이나 잠재적인 소비자를 이용한 제품 평가, 미생물학적, 물리적(질감 및 점성), 화학적 실험 등이 있다.[12][13][14][15]
- 유전체학 – 게놈(생물의 세포 내 DNA의 완전한 세트)의 기능과 구조를 배열, 조립, 분석하기 위해 재조합 DNA, DNA 염기서열 분석 방법, 생물정보학을 이용한다.[16][17] 유전체학은 생물체의 전체 DNA 염기서열을 결정하고, 미세한 유전자 지도를 만드려는 노력을 포함한다. 유전체학은 또한 잡종강세, 상위성, 다면발현 및 유전체(게놈)내의 유전자 자리 및 대립유전자 사이의 상호작용과 같은 유전체 내 현상을 연구한다.[18] 대조적으로 단일 유전자의 역할과 기능에 대한 연구는 분자생물학이나 유전학의 주요 관심사이며, 현대 의학 및 현대 생명과학의 공통된 주제이다. 단일 유전자의 연구는 유전체, 경로, 기능 정보 분석의 목적이 전체 게놈 네트워크에 미치는 영향, 배치, 반응을 밝히는 것이 아니라면 유전체학의 정의에 포함되지 않는다.[19][20]
- 면역요법 – 면역요법은 면역 반응을 유도, 증진 또는 억제함으로써 질병을 치료하는 것이다.[21] 면역반응을 유도하거나 증폭시키기 위해 고안된 면역요법은 활성 면역요법으로 분류되는 반면, 감소 또는 억제하는 면역요법은 억제 면역요법으로 분류된다.
- 키네시올로지 – 키네시올로지는 인간의 운동에 대해 과학적으로 연구하는 학문이다. 키네시올로지는 생리적, 기계적 및 심리적 메커니즘을 다룬다. 인간의 건강에 대한 키네시올로지의 적용은 다음과 같다. 생물역학과 정형외과, 힘과 조절, 스포츠 심리학, 물리치료 및 작업치료와 같은 재활 방법, 스포츠와 운동에 적용할 수 있다.[22] 키네시올로지로 학위를 받은 사람은 연구, 피트니스 산업, 임상 환경 및 산업 환경에서 일할 수 있다.[23] 인간과 동물의 운동에 대한 연구로는 동작 추적 시스템의 측정, 근육 및 뇌 활동의 전기생리학, 생리학적 기능 모니터링을 위한 다양한 방법, 기타 행동 및 인지적 연구 기법등이 포함된다.[24][25]
- 의료기기 – 의료기기는 질병이나 기타 상태를 진단, 예방, 치료하기 위해 사용되는 기구, 도구, 임플란트, 시험관 시약, 이와 유사한 제품 또는 관련 제품이다.[26] 의약품이 약리학적, 대사적, 면역학적 수단에 의해 주요한 작용을 하는 반면, 의료기기는 물리적, 기계적, 열적 수단과 같은 다른 방법으로 작용한다.

- 의학촬영 – 의학촬영은 임상 또는 생리학적 연구 목적으로 인체의 이미지를 만드는데 사용되는 기술 및 과정이다.
- 광유전학 – 광유전학은 광학과 유전학의 기술을 조합하여 살아있는 조직에서(심지어 자유롭게 움직이는 동물 내에서도) 개별 뉴런의 활동을 제어하고 감시하며 실시간으로 그 조작의 효과를 정밀하게 측정하기 위해 신경과학에서 사용되는 신경조절 기술이다.[27] 광유전학에 사용되는 핵심 시약은 빛에 민감한 단백질이다. 공간적으로 정밀한 뉴런 조절은 채널로돕신, 할로로돕신, 미생물 로돕신과 같은 광유전학 작동자를 사용하여 달성되며, 시간적으로 정밀한 기록은 클로멜레온, 머메이드, 슈퍼클로멜레온과 같은 광유전학 센서의 도움을 받아 이루어질 수 있다.[28]
- 약물유전체학 – 약물유전체학(약리학과 유전체학의 합성어)은 유전자 구성이 약물에 대한 개인의 반응에 어떠한 영향을 미치는지를 연구하는 학문이다.[29] 유전자 발현이나 단일염기 다형성을 약물의 효능 또는 독성과 관련시킴으로써 환자의 약물 반응에 미치는 유전적 변이의 영향을 다룬다.[30]

- 약리학 – 약리학은 약물 작용에 대한 연구와 관련된 의학 및 생물학의 한 연구 분야로 약물은 세포, 조직, 기관 또는 생명체에 생화학적, 생리적 효과를 발휘하는 자연에서 얻거나, 사람이 만든 분자로 광범위하게 정의될 수 있다.[31] 보다 구체적으로는 정상적인 또는 비정상적인 생화학적 기능에 영향을 미치는 화학물질과 생명체 사잉에 일어나는 상호작용에 관한 연구이다. 어떤 물질이 약효를 가지고 있으면, 그 물질은 의약품으로 간주된다.
- 개체군 동태론 – 개체군 동태론은 인구의 크기 및 연령 구성에 있어서 단기적이고 장기적인 변화, 그리고 그러한 변화에 영향을 미치는 생물학적, 환경적 과정에 대한 연구이다. 개체군 동태론은 출생률과 사망률, 이입과 이출로 인해 인구가 영향을 받는 방식을 받는 방식을 다루며, 고령화나 인구 감소와 같은 주제를 연구한다.
- 단백체학 – 단백체학은 단백질, 특히 단백질의 구조와 기능에 대한 대규모로 연구하는 학문이다.[32][33] 단백질은 세포의 생리적 대사 경로의 주요 구성 요소이기 때문에 생명체의 중요한 부분이다. 단백체는 생명체에 의해 생성되거나 변형된 단백질의 전체 집합이다.[34] 이것은 세포나 생명체가 겪는 시간과 뚜렷한 요구 조건 또는 스트레스에 따라 다르다.

## 같이 보기
- 생물학
- 의학
- 생명공학

## 더 읽을거리
- Magner, Lois N. (2002). 《A history of the life sciences》 Rev. a expa 3판. New York: M. Dekker. ISBN 0824708245.

1. ↑  Flint, Maria Louise & Dreistadt, Steve H. (1998).  Clark, Jack K., 편집. 《Natural Enemies Handbook: The Illustrated Guide to Biological Pest Control》. University of California Press. ISBN 9780520218017.
2. ↑  M. Birkholz; A. Mai; C. Wenger; C. Meliani; R. Scholz (2016). “Technology modules from micro- and nano-electronics for the life sciences”. 《WIREs Nanomed. Nanobiotech.》 8 (3): 355–377. doi:10.1002/wnan.1367.
3. ↑  “The Future of the Healthcare Science Workforce. Modernising Scientific Careers: The Next Steps.”. 2008년 11월 26일. 2쪽. 2011년 6월 1일에 확인함.
4. ↑  “What is body burden?”. Chemicalbodyburden.org. 2014년 2월 17일에 원본 문서에서 보존된 문서. 2014년 2월 9일에 확인함.
5. ↑  “Third National Report on Human Exposure to Environmental Chemicals” (PDF). Centers for Disease Control and Prevention – National Center for Environmental Health. 2011년 7월 27일에 원본 문서 (PDF)에서 보존된 문서. 2009년 8월 9일에 확인함.
6. ↑  “What is Biomonitoring?” (PDF). American Chemistry Council. 23 November 2008에 원본 문서 (PDF)에서 보존된 문서. 11 January 2009에 확인함.
7. ↑  Angerer, Jürgen; Ewers, Ulrich; Wilhelm, Michael (2007). “Human biomonitoring: State of the art”. 《International Journal of Hygiene and Environmental Health》 210 (3–4): 201–28. doi:10.1016/j.ijheh.2007.01.024. PMID 17376741.
8. ↑  Mohanty, A.K., et al., Natural Fibers, Biopolymers, and Biocomposites (CRC Press, 2005)
9. ↑  Chandra, R., and Rustgi, R., "Biodegradable Polymers", Progress in Polymer Science, Vol. 23, p. 1273 (1998)
10. ↑  Meyers, M.A., et al., "Biological Materials: Structure & Mechanical Properties", Progress in Materials Science, Vol. 53, p. 1 (2008)
11. ↑  Kumar, A., et al., "Smart Polymers: Physical Forms & Bioengineering Applications", Progress in Polymer Science, Vol. 32, p.1205 (2007)
12. ↑  Geller, Martinne (2014년 1월 22일). “Nestle teams up with Singapore for food science research”. 《Reuters》. 2014년 2월 22일에 원본 문서에서 보존된 문서. 2014년 2월 9일에 확인함.
13. ↑  “Food science to fight obesity”. 《Euronews》. 2013년 12월 9일. 2020년 1월 4일에 원본 문서에서 보존된 문서. 2014년 2월 9일에 확인함.
14. ↑  Wood, David (2007년 8월 31일). “Nothing Simple about Food Dating, Expiration Dates or 'Use-By' Dates”. 《ConsumerAffairs》. 2014년 2월 9일에 확인함.
15. ↑  Bhatia, Atish (2013년 11월 16일). “A New Kind of Food Science: How IBM Is Using Big Data to Invent Creative Recipes”. 《Wired》. 2014년 2월 9일에 확인함.
16. ↑  National Human Genome Research Institute (2010년 11월 8일). “A Brief Guide to Genomics”. 《Genome.gov》. 2011년 12월 3일에 확인함.
17. ↑  《Concepts of genetics》 10판. San Francisco: Pearson Education. 2012. ISBN 9780321724120.
18. ↑  Pevsner, Jonathan (2009). 《Bioinformatics and functional genomics》 2판. Hoboken, N.J: Wiley-Blackwell. ISBN 9780470085851.
19. ↑  National Human Genome Research Institute (2010년 11월 8일). “FAQ About Genetic and Genomic Science”. 《Genome.gov》. 2011년 12월 3일에 확인함.
20. ↑  Culver, Kenneth W.; Mark A. Labow (2002년 11월 8일). 〈Genomics〉.   Richard Robinson (ed.). 《Genetics》. Macmillan Science Library. Macmillan Reference USA. ISBN 0028656067.
21. ↑  “immunotherapies definition”. 《Dictionary.com》. 2009년 6월 2일에 확인함.
22. ↑  “Welcome to the Ontario Kinesiology Association”. Oka.on.ca. 2009년 7월 25일에 확인함.
23. ↑  “CKA - Canadian Kinesiology Alliance - Alliance Canadienne de Kinésiologie”. Cka.ca. 2009년 3월 18일에 원본 문서에서 보존된 문서. 2009년 7월 25일에 확인함.
24. ↑  Bodo Rosenhahn, Reinhard Klette and Dimitris Metaxas (eds.). Human Motion - Understanding, Modelling, Capture and Animation. Volume 36 in 'Computational Imaging and Vision', Springer, Dordrecht, 2007
25. ↑  Ahmed Elgammal, Bodo Rosenhahn, and Reinhard Klette (eds.) Human Motion - Understanding, Modelling, Capture and Animation. 2nd Workshop, in conjunction with ICCV 2007, Rio de Janeiro, Lecture Notes in Computer Science, LNCS 4814, Springer, Berlin, 2007
26. ↑  Summarised from the FDA's definition as per http://www.fda.gov/medicaldevices/deviceregulationandguidance/overview/classifyyourdevice/ucm051512.htm
27. ↑  Deisseroth, K.; Feng, G.; Majewska, A. K.; Miesenbock, G.; Ting, A.; Schnitzer, M. J. (2006). “Next-Generation Optical Technologies for Illuminating Genetically Targeted Brain Circuits”. 《Journal of Neuroscience》 26 (41): 10380–6. doi:10.1523/JNEUROSCI.3863-06.2006. PMC 2820367. PMID 17035522.
28. ↑  Mancuso, J. J.; Kim, J.; Lee, S.; Tsuda, S.; Chow, N. B. H.; Augustine, G. J. (2010). “Optogenetic probing of functional brain circuitry”. 《Experimental Physiology》 96 (1): 26–33. doi:10.1113/expphysiol.2010.055731. PMID 21056968.
29. ↑  Ermak G., Modern Science & Future Medicine (second edition), 164 p., 2013
30. ↑  Wang L (2010). “Pharmacogenomics: a systems approach”. 《Wiley Interdiscip Rev Syst Biol Med》 2 (1): 3–22. doi:10.1002/wsbm.42. PMC 3894835. PMID 20836007.
31. ↑  Vallance P, Smart TG (January 2006). “The future of pharmacology”. 《British Journal of Pharmacology》. 147 Suppl 1 (S1): S304–7. doi:10.1038/sj.bjp.0706454. PMC 1760753. PMID 16402118.
32. ↑  Anderson NL, Anderson NG (1998). “Proteome and proteomics: new technologies, new concepts, and new words”. 《Electrophoresis》 19 (11): 1853–61. doi:10.1002/elps.1150191103. PMID 9740045.
33. ↑  Blackstock WP, Weir MP (1999). “Proteomics: quantitative and physical mapping of cellular proteins”. 《Trends Biotechnol.》 17 (3): 121–7. doi:10.1016/S0167-7799(98)01245-1. PMID 10189717.
34. ↑  Marc R. Wilkins; Christian Pasquali; Ron D. Appel; Keli Ou; Olivier Golaz; Jean-Charles Sanchez; Jun X. Yan; Andrew. A. Gooley; Graham Hughes; Ian Humphery-Smith; Keith L. Williams; Denis F. Hochstrasser (1996). “From Proteins to Proteomes: Large Scale Protein Identification by Two-Dimensional Electrophoresis and Arnino Acid Analysis”. 《Nature Biotechnology》 14 (1): 61–65. doi:10.1038/nbt0196-61. PMID 9636313.